# Gorani (etnična skupina)
Gorani ali Goranci (cirilica: Горани ali Горанци) so južnoslovanska etnična skupina, ki domujejo v regiji Gora - trikotnik med Albanijo, Kosovom in Republiko Makedonijo. Regija Gora se razteza južno od Prizrena in obsega občino Dragaš na Kosovu in okolico vasi Shishtavec v Albaniji. Pripadajo islamski veri in govorijo južnoslovanski dialekt ("našinski").
Gorani na Kosovu danes živijo v vaseh: Baćka, Brod, Vranište, Globočice, Gornja Rapča, Gornji Krstac, Dikance, Donja Rapča, Donji Krstac, Zli Potok, Kruševo, Kukaljane, Lještane, Ljubošta, Mlike, Orčuša, Radeša in Restelica. Obstaja tudi 9 vasi v severni Albaniji, blizu meje s Kosovom. Po občinskih podatkih živi na področju Dragaša 13.000 Goranov, 12.000 pa v drugih državah.
Gorani na tem območju tradicionalno gojijo živino in sicer ovce ter govedo. Značilna lokalna hrana je ovčji sir, podoben parmezanu, ampak mehkejši. Znane specialitete so burek, baklava in pijača imenovana Boža (Boza), narejena iz moke in sladkorja. Boža je še posebej znana v Srbiji, kjer koli so Gorani. Gorani, ki so odšli na delo drugam, so se običajno začeli ukvarjati s prodajo sladkarij in peciva. 
Mnogi lokalne prebivalce iz nevednosti imenujejo "kosovski Albanci", če pa začneš pogovor z njimi, bodo vedno rekli, da so "Goranci". Za njihov jezik pravijo, da je 'naš' gore. So sunitski muslimani, vsaka vas ima svojo džamijo. V skladu z islamom so sami prejeli od "Halepovaca" (iz mesta Halepa), preden so prišli Turki. . Po njihovem mnenju, so prispeli v vas Kruševo iz Sirije. Katere vrste delovnih mest "Halepovci" prispeli v Črni gori, ni znano. V islamu so Gorani shranili tudi nekatere krščanske praznike. Vsako leto na dan 6. maja praznuje Skupnost vasi v Globočicah. Ženske običajno nosijo na glavi bele rute. V ženskih kostumih Gorank, je podobnost s kostumi bolgarskega načina muslimanov. Tradicionalne dolge črne jakne, okrašene z vezeninami iz zlata.

## Položaj Gorani - danes
Gorani živijo na meji z Makedonijo, Albanijo in Kosovom. Obstaja jih približno 40.000, trenutno živi v gorah med 6.000-7.000 Gorancev. Sedaj poskušajo ohraniti svojo identiteto glede na dejstvo, da se trenutno nad njimi izvajaja asimilacija . Od leta 1999. Goranci doživljajo izseljevanje zaradi dogodkov na Kosovu, so izgnani in zapuščajo svoje domove zaradi političnih, vojaških in gospodarskih razlogov. Zatekli so se v države Zahodne Evrope, Srbijo, Makedonijo, Bosno in Hercegovino. Gorani na Kosovu so pogosto diskriminirani in jih trenutno nihče ne omenja, delo je zelo težko dobiti, po navadi so to najslabše plačana delovna mesta. ZN se ukvarjajo z odnosi med Srbi in Albanci, vprašanje etničnih skupin pa je zanemarjeno.